# Nikolai Krîlenko
Nikolai Vasilievici Krîlenko (în rusă Крыленко Николай Васильевич; n. 2 mai, 1885 – d. 29 iulie 1938) a fost un revoluționar bolșevic rus și un politician sovietic. Krâlenko a ocupat diverse funcții în sistemul juridic sovietic, devenind Comisar al Poporului pentru Justiție și Procuror General al URSS. Pe 29 iulie 1938, Nikolai Krâlenko a fost judecat pentru participarea la o conspirație anti-sovietică, fiind condamnat și executat în aceeași zi, în cadrul Marii Epurări. 